# Russians
«Russians» (з англ. — «Росіяни») — пісня з дебютного альбому Стінга The Dream of the Blue Turtles, випущена 1985 року як сингл. Цією піснею музикант застерігає від наслідків Холодної війни, серед яких доктрина про взаємне гарантоване знищення (рядки: «Немає такої речі, як переможна війна / Це брехня, в яку ми більше не віримо»). Як наслідок, він сподівається, що «Росіяни теж люблять своїх дітей» і, на його думку, це єдине, що здатне вберегти світ від катастрофи внаслідок застосування ядерної зброї.
Як вступ до пісні використано такі звукові фрагменти: в лівому стереоканалі — з програми «Час» від 23 грудня 1984 року (диктор Ігор Кирилов: «Британський прем'єр охарактеризувала переговори з главою делегації Михайлом Сергійовичем Горбачовим як конструктивний, реалістичний, діловий та дружній обмін думками», диктор Галина Зименкова: «В Сані завершила роботу…»); у правому стереоканалі — з трансляції стикування космічних кораблів «Союз-19» і «Аполлон» 17 липня 1975 року: «— I am approaching Soyuz. — Oh, please, don't forget about your engine». Також Стінг використав у композиції мелодію «Романсу» з сюїти «Поручик Кіже» російського композитора Сергія Прокоф'єва.
Пісня стала хітом у Франції, де, протримавшись у топ-50 протягом 19 тижнів, досягла другого рядка чарту. Сингл є 647-м за рівнем продажів у Франції і має статус золотого.
6 березня 2022 року, під час російського вторгнення в Україну, Стінг опублікував в інстаграмі перформанс пісні, присвячений «хоробрим українцям, які борються проти жорстокої тиранії, а також багатьом росіянам, які протестують проти цього обурення, незважаючи на загрозу арешту та ув'язнення».

## Створення
Відповідаючи на питання про те, як з'явилася пісня «Russians», Стінг зазначає, що до її написання його надихнув перегляд радянських телепередач для дітей. Під час свого приїзду до Росії 2010 року Стінг дав інтерв'ю Володимиру Познеру. Говорячи про пісню і про те, чи він вважає, що росіяни не люблять своїх дітей, музикант дав такий коментар:
…я мав друга, який працював у Колумбійському університеті, він був науковцем-дослідником. Він мав пристрій, здатний перехоплювати сигнал із радянських супутників над Північним полюсом. І ми вирішили разом із ним подивитися російське телебачення. Я ніколи не бачив російського телебачення. Це був ранок неділі, і в Москві, і в Санкт-Петербурзі йшли дитячі програми, ваша версія «Вулиці Сезам» тощо. І мене вразило, скільки тепла, уваги та любові було вкладено в ці програми. Так що, природно, ця думка, що росіяни не люблять своїх дітей — ця нісенітниця, це стало основою розрядки, того, що ми не знищили один одного. Тому що всі ми — і Захід, і Радянський Союз — мали на кону майбутнє наших дітей, ось про що я говорю. Я кажу, що ми любимо своїх дітей і тому не підірвемо світу.— Стінг в ефірі телепрограми «Познер»

## Список композицій
| Семидюймовий сингл | Семидюймовий сингл  | Семидюймовий сингл |
| #                  | Назва               | Тривалість         |
| ------------------ | ------------------- | ------------------ |
| 1.                 | «Russians»          | 3:57               |
| 2.                 | «Gabriel’s Message» | 2:15               |
| 6:13               |                     |                    |

| Дванадцятидюймовий сингл | Дванадцятидюймовий сингл | Дванадцятидюймовий сингл |
| #                        | Назва                    | Тривалість               |
| ------------------------ | ------------------------ | ------------------------ |
| 1.                       | «Russians»               | 3:57                     |
| 2.                       | «Gabriel’s Message»      | 2:15                     |
| 3.                       | «I Burn for You» (Live)  | 4:35                     |
| 10:48                    |                          |                          |

## Позиції в чартах
| Країна          | Вища позиція | Джерело |
| --------------- | ------------ | ------- |
| Велика Британія | 12           | [ 11 ]  |
| Ірландія        | 11           | [ 12 ]  |
| Нідерланди      | 8            | [ 13 ]  |
| Нова Зеландія   | 25           | [ 13 ]  |
| Франція         | 2            | [ 13 ]  |
| Швеція          | 16           | [ 13 ]  |
| Швейцарія       | 13           | [ 13 ]  |